# Joseph Binzer
Joseph Robert Binzer (ur. 26 kwietnia 1955 w Cincinnati, Ohio) – amerykański duchowny katolicki, biskup pomocniczy Cincinnati w latach 2011–2020.

## Życiorys
Święcenia kapłańskie otrzymał z rąk abpa Daniela Pilarczyka w dniu 4 czerwca 1994. Służył duszpastersko na terenie rodzinnej archidiecezji. Był także m.in. członkiem trybunału archidiecezjalnego, ceremoniarzem oraz wikariuszem generalnym.
6 kwietnia 2011 mianowany biskupem pomocniczym Cincinnati ze stolicą tytularną Subbar. Sakry udzielił mu arcybiskup Dennis Schnurr. 7 maja 2020 papież przyjął jego rezygnację z pełnionego urzędu. 